# James Dooge
James Dooge (30 juillet 1922 – 20 aout 2010) est un homme politique irlandais membre du Fine Gael, ingénieur, climatologue et hydrologue. Il est ministre des affaires étrangères de 1981 à 1982. Il est élu au Seanad Éireann (chambre haute du parlement irlandais) de 1961 à 1977 et de 1981 à 1987, il en est le Cathaoirleach (président) de 1973 à 1977 et le leader du Fine Gael de 1982 à 1987.